# Gaspard Michaud
Pour les articles homonymes, voir Michaud.
 (mars 2021).
Si vous disposez d'ouvrages ou d'articles de référence ou si vous connaissez des sites web de qualité traitant du thème abordé ici, merci de compléter l'article en donnant les références utiles à sa vérifiabilité et en les liant à la section « Notes et références ».
Gaspard Michaud, né André-Louis-Gaspard Michaud à Sornac (Corrèze) le 3 décembre 1795 et mort à Lyon le 4 avril 1880, est un malacologiste français.

## Biographie
Gaspard Michaud est le fils d'un professeur du lycée d'Ussel (Corrèze), André Louis Michaud, dont la mort en 1813, modifia brusquement les projets du jeune homme qui venait pourtant d'être brillamment admis à l'École normale. Il s'engage alors dans l'Infanterie, soucieux d'embrasser une carrière rapide.
En 1814, il prend part activement aux combats et participe au blocus de Metz où il sera blessé. Il est promu sergent-major, le 26 mai, avant d'être emprisonné quelques jours en région parisienne.
En 1820, il est nommé adjudant, en 1837, adjudant-major et en 1839, il reçoit la croix de chevalier de la Légion d'honneur. Il prend sa retraite militaire, en 1844.
À partir de 1844, et après 31 années passées au service de l'Armée, il commence une nouvelle vie. Il passe à 50 ans son baccalauréat et s'installe dans la région lyonnaise comme professeur. Il crée un établissement scolaire à Neuville-sur-Saône (Rhône) qui acquiert une grande réputation auprès de l'Académie. En 1848, il est nommé commandant, titre qu'il gardera jusqu'à sa nouvelle retraite, après 37 ans de service voué à l'enseignement.
Il achève sa vie à Lyon, qu'il consacre alors presque exclusivement aux sciences naturelles.

## La malacologie

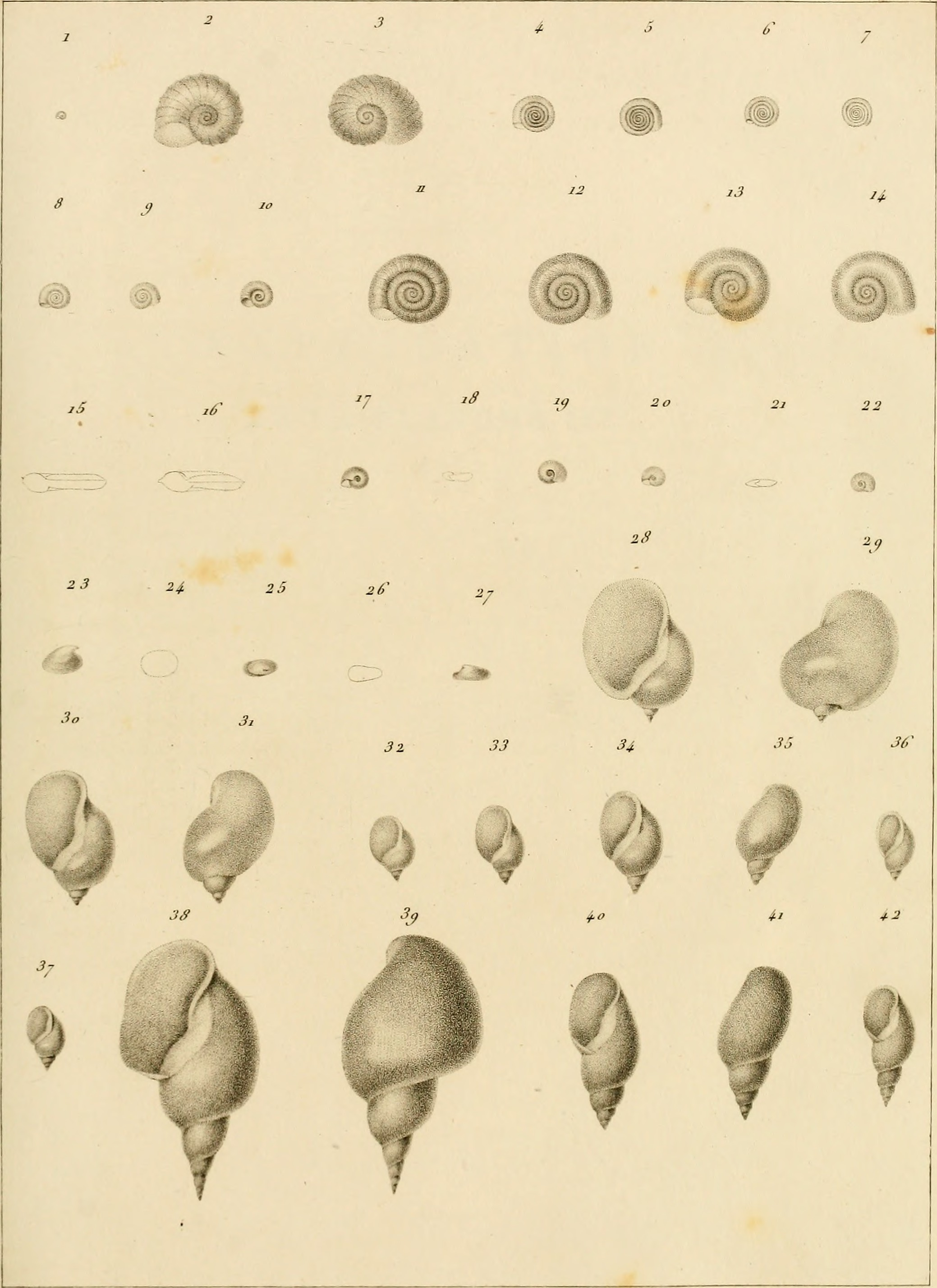
Planche réalisée par André Louis Gaspard Michaud dans Complément de l'Histoire naturelle des mollusques terrestres et fluviatiles de la France de 1831.

En 1827, Michaud fait la connaissance de Jean Pierre Sylvestre Grateloup (1782-1861), de Montpellier. Ce dernier lui suggère d'établir un complément à l'œuvre de Jacques Philippe Raymond  Draparnaud (1772-1804) à partir des coquilles qu'il a rapportées de ses différents voyages. Ce que fait Michaud en 1831, grâce aux données de Grateloup, mais aussi d'autres malacologistes comme Ange Paulin Terver (1798-1875) et Antoine Casimir Marguerite Eugène Foudras (1783-1859).
Sa publication, bien plus qu'un simple complément est une œuvre remarquable et rigoureuse. Les trois belles lithographies qui ornent l'ouvrage ont été gravées par son ami Terver. Il est, comme Draparnaud, en relation avec Claude Sionnest (1749-1820) de Lyon.
Son complément à l'Histoire naturelle des Mollusques terrestres et fluviatiles de la France de Draparnaud ajoute ainsi 52 espèces et 5 genres : Arion, Achatina, Vertigo, Carychium, Paludina, portant l'ensemble de l'œuvre de Draparnaud-Michaud à 23 genres et 225 espèces connues pour la France ; il sert de transition à la période au milieu du XIXe siècle de l'abbé Dupuy et de Moquin-Tandon.
Michaud fit de nombreux autres travaux en particulier sur les mollusques marins de la Méditerranée. Il rassembla une vaste collection conchyliologique de plus de 30 000 coquilles d'espèces continentales et marines qu'il céda en grande partie au Muséum de Lyon.

## Publications
- 1829 : « Description de plusieurs espèces nouvelles de coquilles vivantes », Bulletin de la Société linnéenne de Bordeaux, 3 (18) : 260-276
- 1831 : Complément à l'Histoire naturelle des Mollusques terrestres et fluviatiles de la France, de J.P.R. Draparnaud, Paris, Strasbourg, Lyon et Verdun-Meuse, 116 p., 3 pl.
- 1831 : Description de plusieurs espèces de coquilles du genre Rissoa
- 1854, 1862 et 1877 : Description des coquilles fossiles découvertes dans les environs de Hauterive (Drôme)